# Изумрудный кольчатый попугай
Изумрудный кольчатый попугай (лат. Psittacula calthrapae) — вид птиц из семейства Psittaculidae.

## Внешний вид
Длина тела 30 см, хвоста — 13 см. Основная окраска оперения зелёная. Голова и спина синевато-серые. На шее имеется «ожерелье» зелёного цвета. Хвост синий с жёлтыми кончиками. Надклювье красное, подклювье — коричневое. Самка похожа на самца, но надклювье чёрное.

## Распространение
Обитает в Шри-Ланке.

## Образ жизни
Населяют окраины леса и участки леса, расчищенные под пашню, а также сады. Питаются плодами и семенами растений.

## Размножение
Гнездятся в дуплах больших деревьев. В кладке 3—4 белых яйца.